# 布里塔妮·鮑

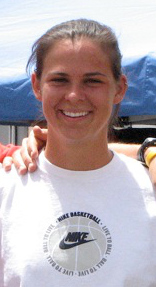
布里塔妮·鲍，2007年

布里塔妮·鮑（英語：Brittany Starr Bowe，1988年2月24日—），美國速度滑冰運動員，前轮滑运动员及篮球运动员。她在世界速滑锦标赛中获得过八金一银两铜。她代表美國隊參加了中國舉行的2022年冬季奧林匹克運動會，並且在女子1000米比賽上獲得銅牌。
布里塔妮·鲍为目前女子速滑1000米的世界纪录保持者；之前曾保持过1500米的世界纪录，现为该距离的美国纪录保持者。